# Deutsch-Wagram
Deutsch-Wagram osztrák város Alsó-Ausztria Gänserndorfi járásában. 2020 januárjában 8960 lakosa volt. 

## Elhelyezkedése

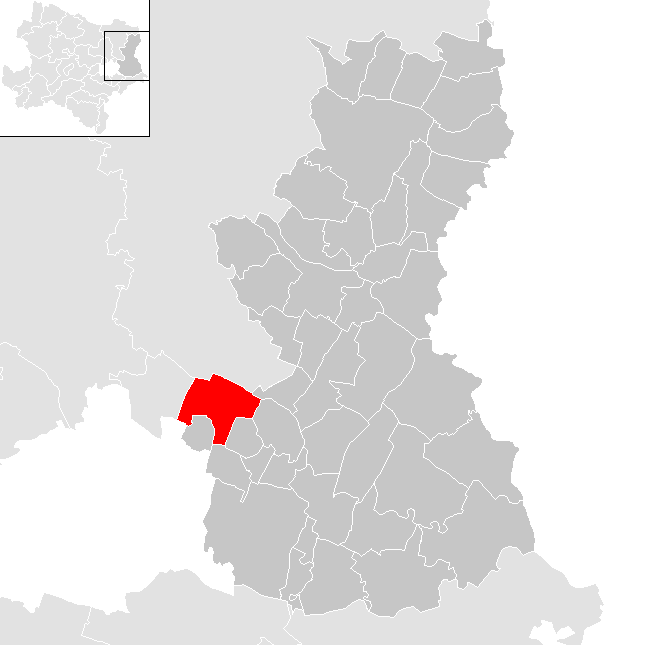
Deutsch-Wagram a Gänserndorfi járásban

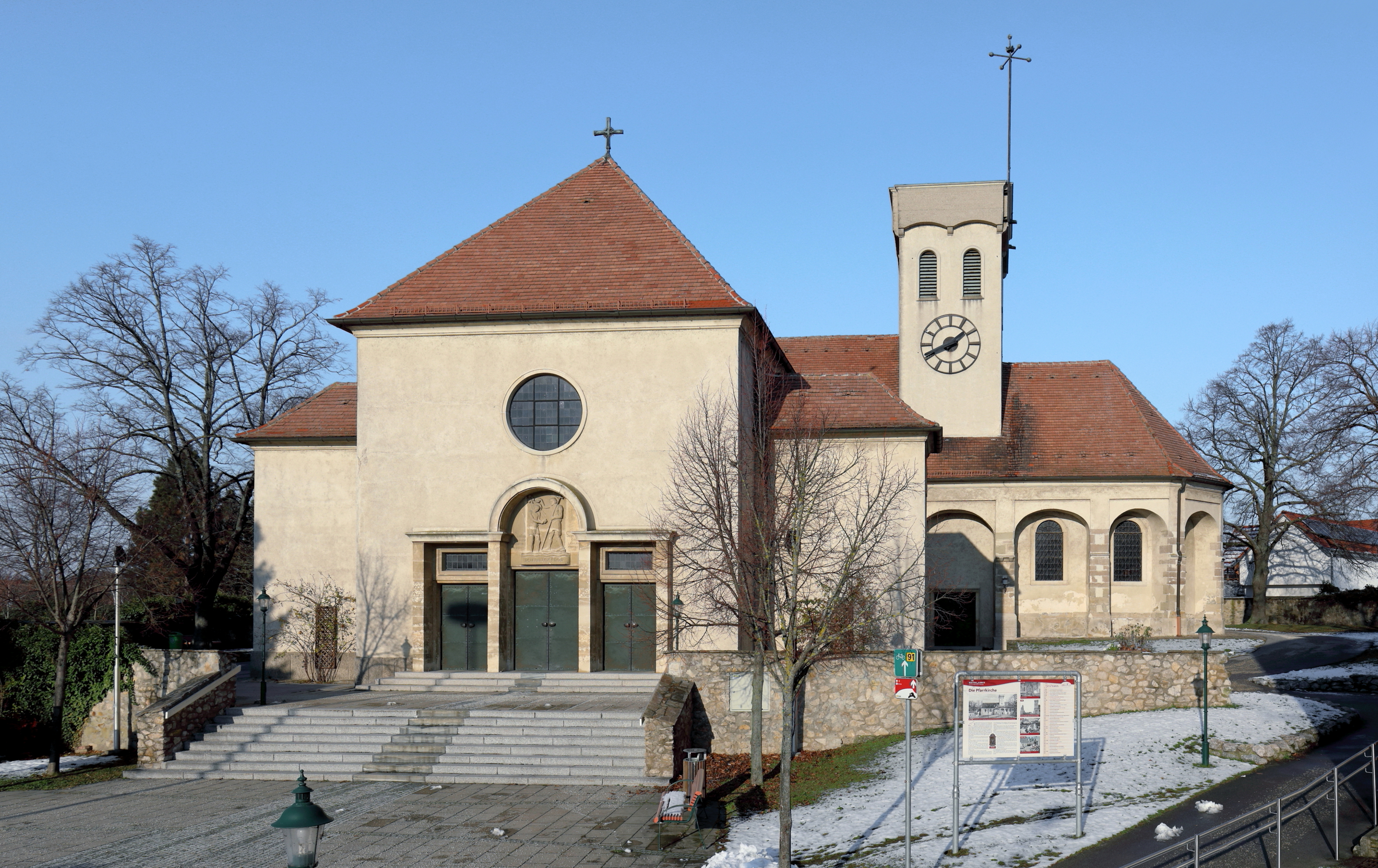
A Keresztelő Szt. János-plébániatemplom

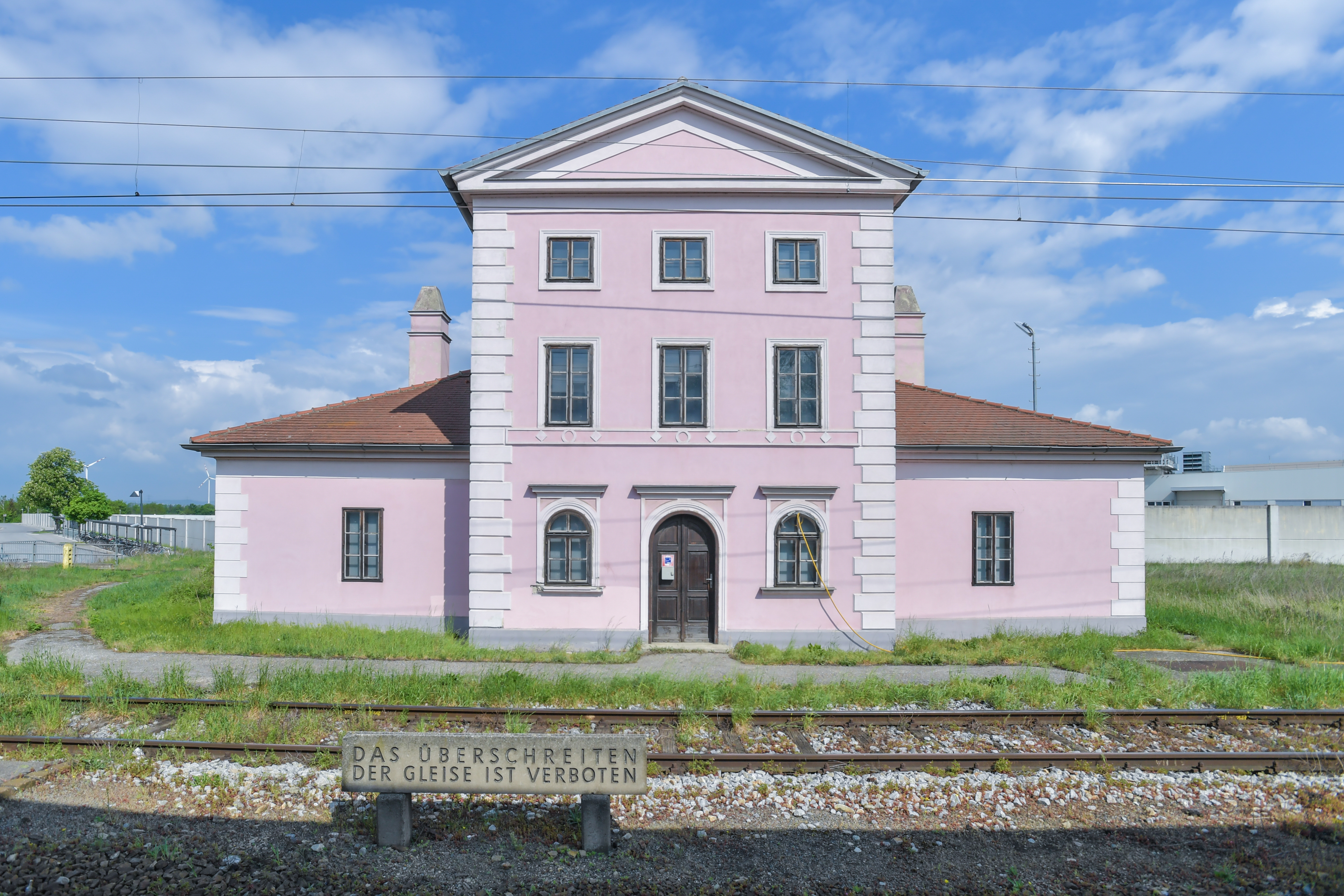
A wagrami vízmű

Deutsch-Wagram a tartomány Weinviertel régiójában fekszik a Morva-mező nyugati részén, a Rußbach folyó mentén, Bécstől közvetlenül északkeletre. Területének 7%-a erdő, 74,3% áll mezőgazdasági művelés alatt. Az önkormányzathoz egyetlen település és négy városrész tartozik: Deutsch-Wagram-Zentrum, Deutsch-Wagram-Südost, Helmahof-Süd és Helmahof-Nord. 
A környező önkormányzatok: keletre Strasshof an der Nordbahn, délkeletre Markgrafneusiedl és Parbasdorf, délre Raasdorf, délnyugatra Aderklaa és Bécs 22. kerülete (Donaustadt), nyugatra Gerasdorf bei Wien, északnyugatra Pillichsdorf, északra Großengersdorf, északkeletre Bockfließ.  

## Története
Wagramot egy 1258-as tizedjegyzékben említik először. A Deutsch ("német") melléknevet 1560 körül kapta, hogy megkülönböztessék az 1529-es török pusztítás után alapított, horvátok lakta Wagramtól (ma Wagram an der Donau Eckartsau önkormányzatában). Az óváros mérete évszázadokon át alig változott: 1258-ban 44 házból, 1595-ben 47 házból állt és 1787-ben is csak 58 házat számlált. A Rußbach gyakran kiáradt és elöntötte a települést. A helyet 1772-ben változott meg, amikor a folyót elterelték a falun kívülre; a 19. század végén pedig a folyószabályozások megoldották a problémát. 
Wagram a 14-15. században az Eckartsau, a 15. században és a 16. század első felében a Puchaim család birtoka volt. 1560 körül Barbara von Puchaim hozományként magával vitte a Sigmund von Landauval kötött házasságába, aki egyesítette azt a süßenbrunni uradalommal. A protestáns Georg és Erasmus von Landau megtagadta a hűbéresküt II. Ferdinánd császárnak, mire száműzték őket, vagyonukat pedig elkobozták. 1667-1802 között a Grundemann von Falkenberg grófi család volt a falu földesura. 
1809-ben itt zajlott a wagrami csata, amelyben Napóleon 180 ezer katonája legyőzte Károly főherceg 120 ezres seregét. 
1835-ben Wagram még mindig csak 73 házból állt, azonban hamarosan gyors növekedésbe kezdett. 1837-ben megépült Ausztria első vasútvonala, a bécsi Floridsdorf és Deutsch-Wagram között. A falu a bécsi polgárság kedvelt kirándulóhelyévé vált, a vonal megnyitása utáni néhány hónapban 176 ezren látogattak el Wagramba. 
1929-re a 4000 lakosával Wagram vált a Morva-mező legnagyobb településévé és mezővárosi rangra emelték. A második világháború után egészen 1955-ig a közeli katonai repülőtér miatt nagyobb számú szovjet katonai kontingens állomásozott a településen. A főváros közelsége miatt a népesség a továbbiakban is gyorsan nőtt. 1984-ben Deutsch-Wagramot várossá nyilvánították. 

## Lakosság
A deutsch-wagrami önkormányzat területén 2020 januárjában 8960 fő élt. A lakosságszám 1951 óta lendületesen gyarapodó tendenciát mutat; azóta több mint duplájára nőtt. 2018-ban az ittlakók 87,5%-a volt osztrák állampolgár; a külföldiek közül 1,6% a régi (2004 előtti), 4,6% az új EU-tagállamokból érkezett. 4,6% a volt Jugoszlávia (Szlovénia és Horvátország nélkül) vagy Törökország, 1,7% egyéb országok polgára volt. 2001-ben a lakosok 66,1%-a római katolikusnak, 3% evangélikusnak, 2,8% ortodoxnak, 2,8% mohamedánnak, 21,8% pedig felekezeten kívülinek vallotta magát. Ugyanekkor 41 magyar élt a városban; a legnagyobb nemzetiségi csoportokat a német (89,2%) mellett a szerbek (2,7%) és a törökök (1,3%) alkották. 
A népesség változása:

| 2016 | 8 229 |
| 2018 | 8 651 |

## Látnivalók
- a Keresztelő Szt. János-plébániatemplom
- az 1846-ban épült vízmű a legrégebbi máig fennmaradt hasonló funkciójú épület az országban
- a vasútállomás műemléki védettségű épülete 1852-ben épült
- a wagrami csata emlékműve
- a helytörténeti múzeum
- a vasútmúzeum

## Híres deutsch-wagramiak
- Thomas Forstner (sz. 1969) énekes

## Testvértelepülések
- Calheta de São Miguel (Zöld-foki Köztársaság)
- Egbell (Szlovákia)

## Fordítás
- Ez a szócikk részben vagy egészben  a   Deutsch-Wagram című német Wikipédia-szócikk ezen változatának fordításán alapul.  Az eredeti cikk szerkesztőit annak laptörténete sorolja fel. Ez a jelzés csupán a megfogalmazás eredetét és a szerzői jogokat jelzi, nem szolgál a cikkben szereplő információk forrásmegjelöléseként.